# تشی
تشی‌ها (به انگلیسی: Porcupine) جوندگان بزرگی هستند که بخش‌های زیادی از سطح بدن آن‌ها برای حفاظت از گزند جانوران شکارچی، پوشیده از خارهایی تیز و بلند است، در ایران به تشی ها نامهای  چوله  و  سیخور  نیز گفته می شود، و البته گاه به‌خطا آنان را جوجه‌تیغی هم می‌نامند. تشی‌ها شامل دو خانواده کاملاً جداگانه هستند.
تشی‌های بر جدید (Erethizontidae) که گونه‌های بومی آمریکای شمالی و آمریکای جنوبی هستند و تشی‌های بر قدیم (Hystricidae) که گونه‌های بومی اروپا، آسیا و آفریقا هستند. از این دو خانواده تنها یک گونه در ایران زندگی می‌کند. اکثر تشی‌ها طولی بین ۶۰ تا ۹۰ سانتی‌متر دارند و طول دُم در بین گونه‌های مختلف بین ۵ تا ۲۵ سانتی‌متر است. وزن تشی‌ها بین ۵ تا ۱۶ کیلوگرم و رنگ آنها ترکیبی از قهوه‌ای، خاکستری و سفید است. این جانوران سرعت کمی دارند، جثه‌ای بزرگ و حس بویایی بسیار قوی دارند و عموماً شناگران ماهری‌اند.
رژیم غذایی تشی همهٔ بخش‌های گیاهان شامل: پیاز، ریشه، ساقه، میوه و برگ را دربر می‌گیرد.

## زیستگاه
تشی‌های جهانقدیم در اکثر زیستگاه‌ها اعم از جنگلی، کوهستانی، استپی و بیابانی زندگی می‌کند. گاهی نیز در حواشی باغات و اراضی کشاورزی ساکن می‌شود. تشی‌های جهان جدید اکثر عمر خود را روی درختان زندگی می‌کنند و مناطق جنگلی و پُردرخت را برای زندگی انتخاب می‌کنند.